# Phylloscartes
Genre
Phylloscartes est un genre de passereaux de la famille des Tyrannidés. Il se trouve à l'état naturel en Amérique du Sud,,,,,,,,,,,,,, et centrale,.
Le genre Pogonotriccus a longtemps été fusionné avec le genre Phylloscartes. Malgré tout, en 2004, John W. Fitzpatrick, dans le 9e volume du Handbook of the Birds of the World, choisit de traiter Pogonotriccus comme un genre séparé en se basant sur les légères différences de comportement des oiseaux des deux genres. Frank Gill and David Donsker reconnaissent ensuite également Pogonotriccus comme un genre séparé pour le compte du Congrès ornithologique international. Les arguments pour la séparation des deux genres sont faibles : une étude de phylogénétique moléculaire de 2009 ne montre que des différences génétiques minimes entre les deux genres ; d'ailleurs, plusieurs bases de données comme l'Animal Diversity Web, ITIS et le NCBI classent les espèces de Pogonotriccus comme des Phylloscartes,,.

## Liste des espèces
Selon la classification de référence du Congrès ornithologique international (version 14.2, 2025) :
- Phylloscartes ventralis (Temminck, 1824) — Tyranneau ventru
  - Phylloscartes ventralis angustirostris (d'Orbigny & Lafresnaye, 1837)
  - Phylloscartes ventralis tucumanus Zimmer, JT, 1940
  - Phylloscartes ventralis ventralis (Temminck, 1824)
- Phylloscartes ceciliae Teixeira, 1987 — Tyranneau à longue queue, Tyranneau de Cecilia
- Phylloscartes kronei Willis & Oniki, 1992 — Tyranneau de Krone
- Phylloscartes beckeri Gonzaga & Pacheco, 1995 — Tyranneau de Bahia, Tyranneau de Becker
- Phylloscartes flavovirens (Lawrence, 1862) — Tyranneau de Panama, Tyranneau du Panama, Tyranneau jaune-vert
- Phylloscartes virescens Todd, 1925 — Tyranneau verdâtre
- Phylloscartes gualaquizae (Sclater, PL, 1887) — Tyranneau d'Équateur
- Phylloscartes nigrifrons (Salvin & Godman, 1884) — Tyranneau à front noir
- Phylloscartes superciliaris (Sclater, PL & Salvin, 1868) — Tyranneau à sourcils roux
  - Phylloscartes superciliaris superciliaris (Sclater, PL & Salvin, 1868)
  - Phylloscartes superciliaris palloris (Griscom, 1935)
  - Phylloscartes superciliaris griseocapillus Phelps & Phelps Jr, 1952
- Phylloscartes flaviventris (Hartert, 1897) — Tyranneau masqué
- Phylloscartes parkeri Fitzpatrick & Stotz — Tyranneau à face cannelle, Tyranneau de Parker
- Phylloscartes roquettei Snethlage, E, 1928 — Tyranneau à front roux, Tyranneau de Minas Gerais& von Ihering, R, 1907 — Tyranneau de Sao Paulo
- Phylloscartes oustaleti (Sclater, PL, 1887) — Tyranneau d'Oustalet
- Phylloscartes sylviolus (Cabanis & Heine, 1860) — Tyranneau sylvain